# Annobonzetes latus
Annobonzetes latus är en kvalsterart som först beskrevs av Warburton 1912.  Annobonzetes latus ingår i släktet Annobonzetes och familjen Scheloribatidae. Inga underarter finns listade i Catalogue of Life.